# Janine Jansen
Janine Jansen (Soest, 7 januari 1978) is een Nederlands violiste. 
Ze heeft een internationale carrière opgebouwd met optredens met tal van befaamde orkesten en dirigenten. Daarnaast is Janine Jansen ook zeer actief op het terrein van de kamermuziek en was ze in 2003 de initiator en de artistiek leider van het jaarlijks terugkerende Internationaal Kamermuziek Festival Utrecht. Na een korte onderbreking in 2017 en 2018 is ze vanaf 2019 weer de vaste artistiek leider. In 2023 vierde zij het 20-jarig bestaan van het Internationaal Kamermuziek Festival Utrecht. 
Als waardering voor de "fenomenale wijze" waarop Janine Jansen volgens de jury invulling geeft aan haar uitvoerend kunstenaarschap, kreeg zij in 2018 de Johannes Vermeerprijs, de Nederlandse staatsprijs voor de kunsten, toegekend. Ze werd door de jury geprezen voor "haar uitzonderlijke muzikale interpretaties, haar inzet voor het vak van violist en ook als rolmodel voor jonge musici".

## Biografie
Janine Jansen komt uit een muzikale familie in Soest. Haar vader Jan Jansen speelt orgel, klavecimbel en piano. Hij was van 1987 tot en met mei 2011 organist van de Dom van Utrecht, waar haar grootvader van moederskant Maarten Kooij gedurende twintig jaar als cantor de kerkmuziek leidde. Hij organiseerde een concertserie op de zaterdagmiddag, waarin zijn kleindochter ook optrad. Haar oom is de bas Peter Kooij, haar moeder Christine Jansen-Kooij zingt (sopraan) en haar oudere broers zijn de klavecinist David Jansen en de cellist Maarten Jansen.
Janine Jansen begon op haar zesde met vioolspelen bij de docente Coosje Wijzenbeek. Aan het Utrechts Conservatorium was ze leerlinge van onder anderen Philipp Hirshhorn en studeerde ze in 1998 af met de hoogste onderscheiding. Een jaar daarvoor debuteerde ze in het Concertgebouw in Amsterdam. Sinds 1998 maakt ze deel uit van het ensemble Spectrum Concerts Berlin onder leiding van Frank Dodge.
Janine Jansen is, sinds de oprichting in 2014, lid van de Akademie van Kunsten.

## Internationale carrière

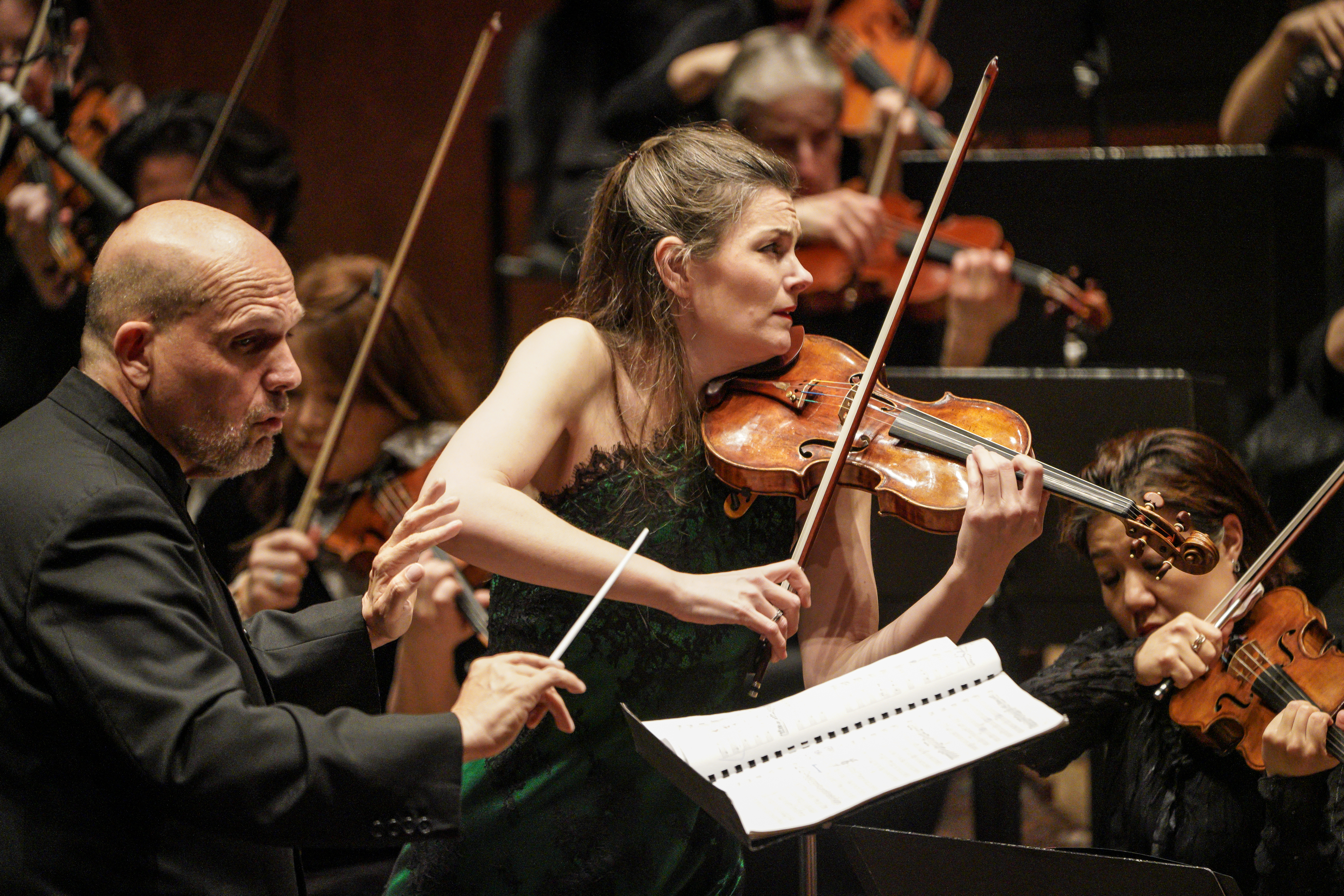
Met dirigent Jaap van Zweden en de New York Philharmonic in 2020

Een optreden in Londen met het Philharmonia Orchestra onder Vladimir Asjkenazi in november 2002 betekende de internationale doorbraak in haar carrière. In 2003 sloot ze een contract met het platenlabel Decca, dat haar eerste cd wereldwijd uitbracht, voor een Nederlandse solomusicus een primeur. In 2005 opende ze BBC's First Night of the Proms in de Londense Royal Albert Hall.
Ze werd uitgenodigd bij een reeks bekende orkesten: de Berliner Philharmoniker, het London Symphony Orchestra, de New York Philharmonic, het Philadelphia Orchestra, het Cleveland Orchestra en het NHK Symphony Orchestra in Tokio. Als soliste werkte ze met de dirigenten Lorin Maazel, Valeri Gergiev, Riccardo Chailly, Mariss Jansons, Paavo Järvi, Neeme Järvi, Neville Marriner, Esa-Pekka Salonen, Edo de Waart en anderen. 
In het seizoen 2017/2018 was Janine Jansen artist-in-residence in de Carnegie Hall in New York. 
Ook in de kamermuziek is Janine Jansen actief. Ze speelt regelmatig kamermuziek met onder anderen Leif Ove Andsnes, Itamar Golan, Mischa Maisky, Julian Rachlin, Martin Fröst, Torleif Thedéen en Maxim Rysanov. Vanaf 2003 is zij artistiek leider en inspirator van het door haar opgerichte Internationaal Kamermuziek Festival Utrecht, dat ieder jaar wordt gehouden op verschillende locaties in de stad Utrecht. Na afloop van het seizoen 2016 droeg ze de artistieke leiding over aan de celliste Harriet Krijgh om deze vanaf 2019 weer op te pakken.
In de zomer van 2019 is zij begonnen aan het lesgeven aan een klein klasje van drie leerlingen in het Zwitserse Sion (Zwitserland).
In 2020 zou zij het Prinsengrachtconcert geven, samen met cellist Mischa Maisky en pianist Denis Kozhukhin, maar door de maatregelen rond de coronapandemie die dat jaar uitbrak, kon ze niet naar Amsterdam komen. Daarom werd dit concert overgenomen door het Van Baerle Trio.

## Instrument
Janine Jansen bespeelt een Stradivariusviool, de Shumsky-Rode uit 1715 in bruikleen gegeven door een Europese weldoener. Ook heeft ze de Stradivariusviool Rivaz-Baron Gutmann uit 1707 gebruikt.

## Film
In 2010 maakte Paul Cohen de filmdocumentaire Janine, waarin ook de schaduwkanten van de roem en de druk om te presteren aan de orde kwamen. Door een toenemende vermoeidheid moest zij eind 2010 concerten afzeggen en enkele maanden rust nemen.
In 2012 speelde Janine Jansen Zomer 1945, de soundtrack voor de speelfilm Süskind, gecomponeerd door Bob Zimmerman en Nando Eweg.
Ook verzorgde zij in 2015 de soundtrack van de verfilming van het boek Publieke Werken.

## Prijzen
- 1988 en 1990: eerste prijs bij de Iordens Viooldagen in Den Haag.
- 1993: derde prijs op het Nationaal Vioolconcours Oskar Back.
- 2003: Nederlandse Muziekprijs
- 2007: NDR Musikpreis
- 2008: VSCD Klassieke Muziekprijs in de categorie Individuele prestatie
- 2008: Royal Philharmonic Society Instrumentalist Music Award
- 2012: Concertgebouw Prijs
- 2018: Johannes Vermeerprijs, de Nederlandse staatsprijs voor de kunsten

## Discografie

### Albums
| Album met eventuele hitnotering(en) in de Nederlandse Album Top 100 | Datum van verschijnen | Datum van binnenkomst | Hoogste positie | Aantal weken | Opmerkingen         |
| ------------------------------------------------------------------- | --------------------- | --------------------- | --------------- | ------------ | ------------------- |
| 24 Capriccios for Violin from the Netherlands                       | 2003                  | -                     |                 |              |                     |
| Janine Jansen                                                       | 2003                  | 26-04-2003            | 20              | 15           |                     |
| Vivaldi - The Four Seasons                                          | 2004                  | 09-10-2004            | 33              | 14           | Goud                |
| Shostakovich: Piano Quintet                                         | 2006                  | -                     |                 |              |                     |
| Mendelssohn & Bruch: Concertos & Romance                            | 2006                  | 21-10-2006            | 23              | 21           | Goud                |
| Bach - Inventions & Partita                                         | 2007                  | 27-10-2007            | 12              | 18           |                     |
| Tchaikovsky - Violin Concerto                                       | 10-10-2008            | 18-10-2008            | 5               | 19           |                     |
| Beethoven / Britten: Violin Concertos                               | 25-09-2009            | 03-10-2009            | 3               | 32           |                     |
| Beau soir                                                           | 24-09-2010            | 02-10-2010            | 3               | 18           |                     |
| Les stars du classique                                              | 2010                  | -                     |                 |              | Verzamelalbum       |
| Prokofiev                                                           | 28-09-2012            | 06-10-2012            | 10              | 19           |                     |
| Bach Concertos                                                      | 2013                  | 19-10-2013            | 5               | 19           |                     |
| Brahms Bartok 1                                                     | 2015                  | 07-11-2015            | 16              | 11           | met bonus-cd        |
| Van der Aa: Violin Concerto                                         | 2016                  | -                     |                 |              |                     |
| The Art of / The Very Best of                                       | 2016                  | 31-12-2016            | 86              | 1            |                     |
| 12 Stradivari                                                       | 2021                  | 18-09-2021            | 25              | 3            | met Antonio Pappano |

| Album met hitnotering(en) in de Vlaamse Ultratop 200 albums | Datum van verschijnen | Datum van binnenkomst | Hoogste positie | Aantal weken | Opmerkingen  |
| ----------------------------------------------------------- | --------------------- | --------------------- | --------------- | ------------ | ------------ |
| Vivaldi - The Four Seasons                                  | 2004                  | 21-09-2013            | 113             | 2            |              |
| Bach Concertos                                              | 2013                  | 26-10-2013            | 107             | 4            |              |
| Brahms Bartok 1                                             | 2015                  | 07-11-2015            | 65              | 4            | met bonus-cd |

### Singles
| Single met eventuele hitnotering(en) in de Nederlandse Top 40 | Datum van verschijnen | Datum van binnenkomst | Hoogste positie | Aantal weken | Opmerkingen |
| ------------------------------------------------------------- | --------------------- | --------------------- | --------------- | ------------ | --- |
| Nu dat jij er bent                                            | 11-12-2003            | 27-12-2003            | 14              | 8            | met Carel Kraayenhof en Trijntje Oosterhuis / Ode bij geboorte van prinses Catharina-Amalia / Nr. 4 in de Single Top 100 |

### NPO Radio 2 Top 2000
| Nummer met noteringen in de NPO Radio 2 Top 2000                | '05  | '06 | '07  | '08  | '09  | '10  | '11  | '12  |
| --------------------------------------------------------------- | ---- | --- | ---- | ---- | ---- | ---- | ---- | ---- |
| Nu dat jij er bent (met Trijntje Oosterhuis & Carel Kraayenhof) | 1389 | 738 | 1236 | 1433 | 1813 | 1699 | 1663 | 1992 |

1. ↑  Een vetgedrukt getal geeft de hoogste notering aan.
2. ↑  2005 was het eerste jaar met een notering voor dit nummer.
3. ↑  Deze tabel is bijgewerkt tot en met de meest recente editie (2024).

### Ep
- iTunes Live Session: Bach, 2007

### Dvd
| Dvd's met hitnoteringen in de Nederlandse Dvd Music Top 30 | Datum van verschijnen | Datum van binnenkomst | Hoogste positie | Aantal weken | Opmerkingen |
| ---------------------------------------------------------- | --------------------- | --------------------- | --------------- | ------------ | ----------- |
| Vivaldi: The four seasons                                  | 2014                  | 13-09-2014            | 21              | 1            |             |

## Publicaties
- 50 prominenten over hun mooiste klassieke muziekstukken aller tijden. De keuze van Janine Jansen, plus cd, 2010
- Er is eenmalig een tijdschrift rond Janine Jansen uitgebracht, getiteld Janine.